# Diadegma simile
Diadegma simile là một loài tò vò trong họ Ichneumonidae.